# Chapelle Notre-Dame-du-Cap-Falcon
Notre-Dame-du-Cap-Falcon est une chapelle catholique située à l'extrémité du Cap Brun sur le territoire de la ville de Toulon dans le département français du Var. Inaugurée le 26 avril 1975 par Mgr Gilles Barthe, évêque de Fréjus-Toulon, elle est surmontée d'une statue de la Vierge précédemment située sur le Cap Falcon à Oran et est dédiée à tous les Pieds-Noirs enterrés au Maroc, en Algérie et en Tunisie.

## Histoire
À la fin de la Seconde Guerre mondiale, les pécheurs de Mers el-Kébir érigent une statue de la Vierge dans une grotte sur le Cap Falcon en remerciement de la protection dont a bénéficié la ville lors des bombardements de 1940 et 1942. En juin 1962, au moment de l'exode des Pieds-Noirs, ils décident de la couler dans la mer Méditerranée pour éviter qu'elle ne soit profanée. Mais celle-ci restant à la surface, elle est finalement rapatriée en 1968 et installée sur le Cap Brun dans une ancienne casemate allemande. 
En 1975, grâce à l'autorisation de la Marine nationale, propriétaire du site, la statue est installée sur le dôme de la batterie et une petite chapelle est construite juste à côté. En 2007, à l'initiative d'Hubert Falco, sénateur-maire de Toulon, le site est entièrement rénové.